# ويسلر (كولومبيا البريطانية)
ويسلر (بالإنجليزية: Whistler)‏ هي مدينة كندية تقع في مقاطعة كولومبيا البريطانية. تبلغ مساحة هذه المدينة 161.7067 (كم²)، ويبلغ عدد سكانها 9248 نسمة حسب إحصاء سنة 2006 م، بينما كان يسكنها 8896 نسمة في سنة 2001 م. تحتل هذه المدينة المرتبة رقم 415 بين مدن كندا حسب عدد السكان والمرتبة رقم 60 في المقاطعة. نما عدد السكان في هذه المدينة بنسبة (4) بين العامين المذكورين.

## أعلام
- دافي بار
- ميريت باترسون
- أندريه بودرياس

## وصلات خارجية
- الأطلس الحكومي لكندا
- إحصاءات كندا مع ساعة تعداد السكان